# Ammothea ovatoides
Ammothea ovatoides är en havsspindelart som beskrevs av Stock, J.H. 1973. Ammothea ovatoides ingår i släktet Ammothea och familjen Ammotheidae. Inga underarter finns listade i Catalogue of Life.